# Mladenovac (općina)
Općina Mladenovac (srpski: Општина Младеновац) je općina u sastavu grada Beograda u Srbiji.

## Stanovništvo
Prema popisu stanovništva iz 2002. godine općina je imala 52.490   stanovnika, većinsko stanovništvo su Srbi .

## Administrativna podjela
Općina Mladenovac ima površinu od 339 kvadratnih kilometara te je podjeljena na 22 naselja.
Seoska naselja su:
- Amerić
- Beluće
- Beljevac
- Velika Ivanča
- Velika Krsna
- Vlaška
- Dubona
- Jagnjilo
- Kovačevac
- Koraćica
- Mala Vrbica
- Markovac
- Pružatovac
- Rabrovac
- Senaja
- Crkvine
- Šepšin

Prigradska naselja su:
- Rajkovac
- Međulužje
- Granice
- Mladenovac (selo)

Gradsko naselje
- Mladenovac

## Vanjske poveznice
- Informacije o općini